# Округ Сеџвик (Канзас)
Округ Сеџвик (енгл. Sedgwick County) је округ у америчкој савезној држави Канзас. По попису из 2010. године број становника је 498.365. Седиште округа је град Вичита.

## Демографија
Према попису становништва из 2010. у округу је живело 498.365 становника, што је 45.496 (10,0%) становника више него 2000. године.
| Група             | 2000.           | 2010.           |
| Белци             | 345.925 (76,4%) | 348.434 (69,9%) |
| Афроамериканци    | 41.367 (9,1%)   | 46.167 (9,3%)   |
| Азијати           | 15.137 (3,3%)   | 20.385 (4,1%)   |
| Хиспаноамериканци | 36.397 (8,0%)   | 64.636 (13,0%)  |
| Укупно            | 452.869         | 498.365         |